# NGC 32
NGC 32 là một cặp sao G7 vàng lùn trong chòm sao Phi Mã. Mặc dù ở một khoảng cách tương tự, các ngôi sao không liên quan đến thể chất. Ngôi sao phía nam mờ hơn, cách Mặt trời 2501±92 năm ánh sáng, trong khi ngôi sao phía bắc sáng hơn, cách Mặt trời 2927±88 năm ánh sáng.

## Khám phá
NGC 32 được ghi lại bởi nhà thiên văn học và nhà vật lý thiên văn người Đức Johann Friedrich Julius Schmidt, vào ngày 10 tháng 10 năm 1861.